# Borsch (Geisa)
Borsch is een dorp in de Duitse gemeente Geisa in het Wartburgkreis in Thüringen. Het dorp wordt voor het eerst genoemd in 815. In 1994 ging de tot dan zelfstandige gemeente op in Geisa.